# Piladi
Piladi (nepalski: पिलाडि) – gaun wikas samiti w zachodniej części Nepalu w strefie Bheri w dystrykcie Dailekh. Według nepalskiego spisu powszechnego z 2011 roku liczył on 504 gospodarstwa domowe i 3115 mieszkańców (1563 kobiety i 1552 mężczyzn).